# Лисья Поляна (Оренбургская область)
Ли́сья Поля́на — посёлок в Бузулукском районе Оренбургской области России. Административный центр муниципального образования Лисьеполянский сельсовет.

## География
Посёлок расположен в верховьях реки Чернейка в 20 км к северо-северо-востоку от Бузулука. Расстояние до областного центра — 328 км.
Недалеко от западной окраины посёлка проходит автодорога Бузулук — Бугуруслан.

## Население
| 2003 | 2010 |
| ---- | ---- |
| 493  | ↘438 |

## История
Основана в 1927 году выходцами из села Сухоречка, Ярыгины, Литвиновы, Овиновы. Они обжили место в 20 км от Булузука к северо-востоку, основали отруб «Лисья поляна».

## Достопримечательности
- Обелиск воинам-землякам, погибшим на фронтах ВОВ в 1941—1945 гг.
- К западу от посёлка растут Лисьеполянские реликтовые сосны - ботанический памятник природы.

## Учреждения социальной сферы
- Муниципальное образовательное учреждение «Лисьеполянская основная общеобразовательная школа».
- Муниципальное дошкольное образовательное учреждение «Детский сад „Теремок“.
- УФПС Оренбургской области филиал ФГУП „Почта России“».
- Сельский Дом культуры.